# Тардов, Михаил Семёнович
Михаил Семёнович Тардов (16 (28) июля 1892, Гуляйполе — 31 октября 1948, Киев) — русский и украинский советский писатель и поэт, сценарист, драматург, журналист. Член Союза писателей СССР.

## Биография
Член РКП(б) с 1919 года. Участник Гражданской войны. Учился в горном институте. В 1920-х гг. — член Донецкого губкома.
Окончил Днепропетровский государственный университет и Московский литературный институт. Работал журналистом, редактором газеты «Всероссийская Кочегарка». С 1928 — в Харькове и Киеве — директор РАТАУ, директор издательства «Держлітвидав», редактор киевской «Літературної газети».
Участник Великой Отечественной войны. В годы войны работал во фронтовом радиовещании, в армейской газете «Доблесть», был спецкором газет «Комуніст» и «Советская Украина».
Умер в Киеве 31 октября 1948 года. Похоронен на Байковом кладбище.

## Творчество
В 1922 опубликовал свои первые рассказы.
Автор ряда прозаических произведений о гражданской войне, в которых показал революционные события на Украине, о пути рядовых солдат к революции.
Автор повестей и очерков о героях гражданской войны Г. Котовском, С. Лазо, А. Пархоменко, В. Чапаеве, А. Щорсе. Великой Отечественной войне посвятил книги рассказов и очерков «Родина зовет» (1942), «Рассказы Ефима Пушкаря» (1944).
Писал произведения для детей и юношества, автор нескольких киносценариев.

## Избранные произведения
Проза
- «Окопы» (1930),
- «Конец Охотского полка» (1933),
- «Братание: рассказы» (1934),
- «Орлик» (рассказ 1935),
- «На землю пришёл хозяин» (1937),
- «Алеша Богунец» (1937),
- «Воин революции» (1938),
- «Котовский» (1938),
- «Патриоты» (рассказ 1938)
- «Первый большевицкий» (1939),
- «Три разведчика» (на укр. языке, 1940)
- «Фронт» (трилогия, 1958) и др.

Сборники поэзии
- «Касатка»,
- «И свалился я с Луны»,
- «Песчаные журавли».

Сборники рассказов для детей
- «Трофейный кольт» (1946),
- «Арсенальцы» (1947).

Сценарии
- пьеса «Офицеры» (1947),
- киносценарий «Голубые петлицы» (1947).

## Награды
- орден Красной Звезды (09.07.1943)
- орден «Знак Почёта» (05.03.1939)
- медали
- Лауреат литературной премии им. Н. Ушакова.

## Память
- Имя писателя присвоено одной из улиц Гуляйполя.